# Semiotus badeni
Semiotus badeni is een keversoort uit de familie kniptorren (Elateridae). De wetenschappelijke naam van de soort werd voor het eerst geldig gepubliceerd in 1875 door Steinheil.